# Quận Elko, Nevada
Quận Elko là một quận thuộc tiểu bang Nevada, Hoa Kỳ.
Theo điều tra dân số năm 2000, dân số quận là 45.291. Tính đến ngày 1 tháng 7 năm 2007, dân số của quận Elko ước tính 50.434 người. quận lỵ của quận là Elko6. Quận này được tổ chức vào ngày 5 tháng 3 năm 1869 từ lãnh thổ của quận Êurka. Về diện tích, quận Elko là quận lớn thứ tư tại Hoa Kỳ (mặc dù thứ hạng của nó là thấp hơn nếu tính cả các quận của Alaska).
Quận Elko là một phần của Khu vực thống kê tiểu đô thị Elko.